# قوينت ويست (أونتاريو)
قوينت ويست، أونتاريو (بالإنجليزية: Quinte West)‏ هي مدينة كندية تقع في مقاطعة أونتاريو. تبلغ مساحة هذه المدينة 493.8509 (كم²)، ويبلغ عدد سكانها 42697 نسمة حسب إحصاء سنة 2006 م، بينما كان يسكنها 41366 نسمة في سنة 2001 م. تحتل هذه المدينة المرتبة رقم 105 بين مدن كندا حسب عدد السكان والمرتبة رقم 46 في المقاطعة. نما عدد السكان في هذه المدينة بنسبة (3.2) بين العامين المذكورين.

## وصلات خارجية
- الأطلس الحكومي لكندا
- إحصاءات كندا مع ساعة تعداد السكان